# Kočevske Poljane
Kočevske Poljane (nemško: Pöllandl) so naselje v Občini Dolenjske Toplice.
Kočevske Poljane ležijo v Črmošnjiško-Poljanski dolini, ki je bila najvzhodnejši del kočevarskega jezikovnega otoka, iz katerega se je leta 1941 večina nemško govorečih Kočevarjev izselila.
Med drugo svetovno vojno so bile Kočevske Poljane tako kot cela Kočevska pod italijansko okupacijo. Nekaj kočevarskih družin se je uprlo izselitvi, ki jo je ukazal nemški okupator, in je ostalo. Večina jih je podpirala partizane in Osvobodilno fronto, ki je imela štab (Baza 20) v bližini. Kočevsko narečje je bilo po drugi svetovni vojni prepovedano, zato se je izgubilo in ga danes govori le še malo ljudi, od teh pa živi večina v Črmošnjiško-Poljanski dolini.
Zavod za ohranitev kulturne dediščine Mošnice- Moschnitze je v Kočevskih Poljanah ob cerkvi sv. Andreja uredil Dvorano Augusta Schaura. 
Župnijska cerkev iz 17. stoletja je posvečena svetemu Andreju in pripada novomeški škofiji.

V Kočevskih Poljanah je tudi več stavb kot so šola, restavracija in sobotna mobilna pekarna. 